# Celosterna rouyeri
Celosterna rouyeri är en skalbaggsart som beskrevs av Conrad Ritsema 1906. Celosterna rouyeri ingår i släktet Celosterna och familjen långhorningar.
Artens utbredningsområde är Laos. Inga underarter finns listade.